# グスタヴォ・マルティン・エミリオ・ハーメル
グスタヴォ・マルティン・エミリオ・ハーメル（Gustavo Martin Emilio Hamer、1997年6月24日 - ）は、ブラジル・サンタカタリーナ州イタジャイ出身のサッカー選手。シェフィールド・ユナイテッドFC所属。ポジションはMF。

## クラブ経歴
4歳の時に、家族そろってオランダに移住し、2004年、RKVVメールビュルフに入団、2011年にはフェイエノールトのユースチームに加入した。2013年にクラブと3年間のプロ契約を結び、2015年には契約を2019年までに延長した 。2017年4月2日、アヤックス・アムステルダムとの試合でトップチームデビュー。
2017-18シーズンはFCドルトレヒトにレンタル移籍した。
2018年6月9日、PECズヴォレへの完全移籍が決まった。
2020年7月3日、EFLチャンピオンシップに昇格したコヴェントリー・シティFCに1年契約で移籍した。
2023年8月12日、シェフィールド・ユナイテッドFCに4年契約で移籍した。